# Michael McGovern
Michael McGovern (nascut el 12 de juliol de 1984) és un futbolista professional nord-irlandès que juga com a porter. El seu darrer club és el Norwich City FC anglés i l'equip nacional nord-irlandès.
Nascut a Enniskillen, McGovern va començar la seva carrera amb el Celtic FC de la Scottish Premier League el 2001, tot i que va deixar el club el 2008 sense haver jugat ni un partit amb el primer equip. Va ser cedit llavors a l'Stranraer FC de la segona divisió escocesa el gener de 2005, i el 2006 va anar al St Johnstone FC de la First Division en una cessió de darrera hora. Després de deixar el Celtic va fitxar pel Dundee United FC però el va deixar un any després sense haver-hi jugat ni un partit. El 2009 va tornar a jugar a la primera divisió amb el Ross County FC, on hi va passar dos bons anys. El 2011 va fitxar pel Falkirk FC.
És internacional amb Irlanda del Nord, amb la qual va debutar el 2010.

## Estadístiques

### Club
A 11 maig 2016
| Club                    | Temporada     | Lliga   | Lliga | Copa    | Copa | Lliga Cup | Lliga Cup | Altres  | Altres | Total   | Total |
| Club                    | Temporada     | Partits | Gols  | Partits | Gols | Partits   | Gols      | Partits | Gols   | Partits | Gols  |
| ----------------------- | ------------- | ------- | ----- | ------- | ---- | --------- | --------- | ------- | ------ | ------- | ----- |
| Celtic FC               | 2003–04       | 0       | 0     | 0       | 0    | 0         | 0         | 0       | 0      | 0       | 0     |
| Celtic FC               | 2004–05       | 0       | 0     | 0       | 0    | 0         | 0         | 0       | 0      | 0       | 0     |
| Celtic FC               | 2005–06       | 0       | 0     | 0       | 0    | 0         | 0         | 0       | 0      | 0       | 0     |
| Celtic FC               | 2006–07       | 0       | 0     | 0       | 0    | 0         | 0         | 0       | 0      | 0       | 0     |
| Celtic FC               | 2007–08       | 0       | 0     | 0       | 0    | 0         | 0         | 0       | 0      | 0       | 0     |
| Celtic FC               | Total         | 0       | 0     | 0       | 0    | 0         | 0         | 0       | 0      | 0       | 0     |
| Stranraer FC (cedit)    | 2004–05       | 19      | 0     | 0       | 0    | 0         | 0         | 0       | 0      | 19      | 0     |
| St Johnstone FC (cedit) | 2006–07       | 1       | 0     | 0       | 0    | 0         | 0         | 0       | 0      | 1       | 0     |
| Dundee United FC        | 2008–09       | 0       | 0     | 0       | 0    | 0         | 0         | 0       | 0      | 0       | 0     |
| Ross County FC          | 2009–10       | 35      | 0     | 7       | 0    | 3         | 0         | 4       | 0      | 49      | 0     |
| Ross County FC          | 2010–11       | 36      | 0     | 3       | 0    | 3         | 0         | 5       | 0      | 47      | 0     |
| Ross County FC          | Total         | 71      | 0     | 10      | 0    | 6         | 0         | 9       | 0      | 96      | 0     |
| Falkirk FC              | 2011–12       | 35      | 0     | 2       | 0    | 5         | 0         | 5       | 0      | 47      | 0     |
| Falkirk FC              | 2012–13       | 35      | 0     | 4       | 0    | 2         | 0         | 2       | 0      | 43      | 0     |
| Falkirk FC              | 2013–14       | 35      | 0     | 1       | 0    | 3         | 0         | 6       | 0      | 45      | 0     |
| Falkirk FC              | Total         | 105     | 0     | 7       | 0    | 10        | 0         | 13      | 0      | 135     | 0     |
| Hamilton Academical FC  | 2014–15       | 38      | 0     | 1       | 0    | 4         | 0         | 0       | 0      | 43      | 0     |
| Hamilton Academical FC  | 2015–16       | 37      | 0     | 1       | 0    | 1         | 0         | 0       | 0      | 39      | 0     |
| Hamilton Academical FC  | Total         | 75      | 0     | 2       | 0    | 5         | 0         | 0       | 0      | 82      | 0     |
| Total carrera           | Total carrera | 271     | 0     | 19      | 0    | 21        | 0         | 22      | 0      | 333     | 0     |

### International
A 25 juny 2016
| Equip nacional   | Any   | Partits | Gols |
| ---------------- | ----- | ------- | ---- |
| Irlanda del Nord | 2010  | 1       | 0    |
| Irlanda del Nord | 2011  | 0       | 0    |
| Irlanda del Nord | 2012  | 0       | 0    |
| Irlanda del Nord | 2013  | 0       | 0    |
| Irlanda del Nord | 2014  | 0       | 0    |
| Irlanda del Nord | 2015  | 8       | 0    |
| Irlanda del Nord | 2016  | 6       | 0    |
| Total            | Total | 15      | 0    |